# خوان رودريغيز (مجدف)
خوان رودريغيز (بالإسبانية: Juan Antonio Rodríguez Iglesias)‏ هو مجدف أوروغواياني، ولد في 9 يوليو 1928 في دولوريس، أوروغواي ‏ في الأوروغواي.

## وصلات خارجية
- خوان رودريغيز على موقع الاتحاد الدولي للتجديف (الإنجليزية)
- خوان رودريغيز على موقع اللجنة الأولمبية الدولية (الإنجليزية)
- خوان رودريغيز على موقع أوليمبيديا (الإنجليزية)